# Мухригіна Юлія Борисівна
Юлія Мухригіна — українська акторка театру і кіно.

## Біографія
Освіта:
- Київський національний університет театру, кіно і телебачення імені Івана Карпенка-Карого
- Мастер класс с Іваной Чаббак

## Фільмографія

### Ролі в кіно
Юлія Мухригіна знімалася в декількох фільмах і телесеріалах:
- Лікар Ковальчук
- Пес
- Справжній Санта
- Мавки
- Виклик
- Опер за викликом
- Пташка співоча
- Жіночий лікар-2
- Дитячий охоронець
- Плут
- The Glorious Seven (як Julia Mulligan[7])
- Смерть Сталина
- Любовь под микроскопом
- Жіночий лікар-4
- Пес-5
- Акушерка
- Обійми брехні
- Мы никогда не будем вместе